# Аранча Санчес Вікаріо
Арансасу Ара́нча Ізабель Марія Са́нчес Віка́ріо (ісп. Aranzazu Arantxa Isabel María Sánchez Vicario; нар. 18 грудня 1971 року у Барселоні, Іспанія) — професійна іспанська екс-тенісистка, колишня перша ракетка світу, багаторазова переможниця турнірів Великого шолома в одиночній та парній грі, олімпійська медалістка. 
Протягом своєї кар'єри виграла чотири титули Великого шолома в індивідуальній категорії, шість у парній категорії й чотири в міксті. На початку 2007 Санчес Вікаріо була уведена до Залу тенісної слави.

## Біографія
Аранча Санчес Вікаріо народилася у Барселоні, у 1971 році в тенісній родині. У 4 роки вона почала грати в теніс, взявши приклад у старших братів Еміліо і Хав'єра Санчесів (вони обидва стали професійними гравцями). У 14 років Аранча одержала статус професіоналки.
Сімнадцятирічна Аранча сколихнула тенісний світ, коли в 1989-му, будучи 10-ю ракеткою світу, завдала поразки першій ракетці Штеффі Граф у фіналі турніру Роланд Гаррос. Аранча стала на той момент наймолодшою тенісисткою на Відкритому чемпіонаті Франції. Щоправда, наступного року цей рекорд був перевершений югославкою Монікою Селеш, яка виграла турнір у віці 16 років.
Аранчу в турі ніжно називали «Барселонським Джмелем», тому що вона «жалила» багатьох головних конкуренток своєї тенісної епохи.
Найуспішнішим роком для іспанки (в індивідуальній категорії) став 1994, коли вона виграла вісім турнірів, а також Відкритий Чемпіонат Франції (удруге) й Відкритий чемпіонат США. У 1998 вона виграла третій титул на французькому турнірі. Цього ж року Аранча була нагороджена Премією Принца Астурійського в спортивній номінації.
Санчес Вікаріо в 1995 очолила міжнародний жіночий рейтинг тенісисток-професіоналок (протягом 12 тижнів).
У парній категорії Санчес Вікаріо вигравала турніри в Австралії в 1992 роках (разом з Геленою Суковою), 1995 (з Яною Новотною) і 1996 (з Чандою Рубін), на US Open в 1993 (з Геленою Суковою) і 1994 (разом з Яною Новотною), і на Вімблдонському турнірі у 1995 (з Яною Новотною). Крім цього, вона виграла чотири титули Великого шолома в міксті.
У 1991-му Аранча допомогла Іспанії виграти перший титул у Кубку Федерації, завдавши поразки команді Сполучених Штатів у фіналі турніру. Аранча Санчес-Викаріо також входила до складу збірної Іспанії на Кубку Хопмана в 1990 й 2002 роках. У ці роки збірна виграла цей кубок.
Вона представляла Іспанію на Олімпійських Іграх. Її дебют на Олімпіадах відбувся у 1988  році в Сеулі, де вона брала участь в одиночній сітці й програла в першому колі. Барселонська олімпіада стала другою для Санчес Вікаріо, на цих змаганнях вона в одиночному турнірі програла в півфіналі Дженніфер Капріаті, а в парі (разом із Кончітою Мартінес) стала срібною призеркою. Через чотири роки, в Атланті 1996, вона програла у фіналі Ліндсей Давенпорт і досягла півфіналу в парному турнірі разом із Кончітою Мартінес. У Сіднеї у 2000 програла у чвертьфіналі в одиночному розряді. Аранча Санчес Вікаріо оголосила про вихід з професійного тенісу в листопаді 2002, однак повернулася у 2004, щоб зіграти у парі на Олімпійських іграх в Афінах.
У серпні 2000 пошлюбила спортивного журналіста Хуана Вехілса. Через 10 місяців вони розлучилися.
У 2005-му «TENNIS Magazine» помістив її на 27-ме місце в списку 40 великих гравців тенісної ери. 
2024 року суд Барселони засудив до двох років позбавлення волі колишню тенісистку і екс-першу ракетку світу Аранчу Санчес-Вікаріо у справі про приховування майна, повідомляють на сайті Вищого суду Каталонії. Вона може уникнути тюремного терміну в разі виплати компенсації Банку Люксембургу в розмірі понад €6,6 млн.

## Турніри Великого шолома

### Одиночний розряд

#### Перемоги (4)
| Рік  | Турнір                      | Опонент      | Рахунок          |
| 1989 | Відкритий чемпіонат Франції | Штеффі Граф  | 7-6(6), 3-6, 7-5 |
| 1994 | Відкритий чемпіонат Франції | Марі П'єрс   | 6-4, 6-4         |
| 1994 | Відкритий чемпіонат США     | Штеффі Граф  | 1-6, 7-6, 6-4    |
| 1998 | Відкритий чемпіонат Франції | Селеш Моніка | 7-6(5), 0-6, 6-2 |

#### Фіналіст (8)
| Рік  | Турнір                        | Опонент      | Рахунок           |
| 1991 | Відкритий чемпіонат Франції   | Селеш Моніка | 6-3, 6-4          |
| 1992 | Відкритий чемпіонат США       | Селеш Моніка | 6-3, 6-3          |
| 1994 | Відкритий чемпіонат Австралії | Штеффі Граф  | 6-0, 6-2          |
| 1995 | Відкритий чемпіонат Австралії | Марі П'єрс   | 6-3, 6-2          |
| 1995 | Відкритий чемпіонат Франції   | Штеффі Граф  | 7-5, 4-6, 6-0     |
| 1995 | Вімблдонський турнір          | Штеффі Граф  | 4-6, 6-1, 7-5     |
| 1996 | Відкритий чемпіонат Франції   | Штеффі Граф  | 6-3, 6-7(4), 10-8 |
| 1996 | Вімблдонський турнір          | Штеффі Граф  | 6-3, 7-5          |

## Фінали турнірів WTA

### Одиночний розряд: 77 (29 титулів, 48 поразок)
| Легенда                                              |
| ---------------------------------------------------- |
| Турніри Великого шолома (4–8)                        |
| Фінали (0–1)                                         |
| Олімпійські Ігри (0–1)                               |
| WTA 1000 (Категорія 5 / Tier I) (6–10)               |
| WTA 500 (Категорія 3 / Tier II) (12–21)              |
| WTA 250 (Категорія 1 & 2 / Tier III / Tier IV) (7–7) |

| Фінали за покриттям |
| ------------------- |
| Тверде (8–22)       |
| Трава (1–4)         |
| Ґрунт (19–18)       |
| Килим (1–4)         |

| Результат | В-П   | Дата     | Турнір                           | Категорія   | Покриття | Опонент             | Рахунок                 |
| --------- | ----- | -------- | -------------------------------- | ----------- | -------- | ------------------- | ----------------------- |
| Поразка   | 0–1   | Гру 1986 | Buenos Aires                     | Категорія 1 | Ґрунт    | Габріела Сабатіні   | 1–6, 1–6                |
| Поразка   | 0–2   | Бер 1988 | Тампа                            | Категорія 3 | Ґрунт    | Кріс Еверт          | 6–7(3–7), 4–6           |
| Перемога  | 1–2   | Лип 1988 | Brussels                         | Категорія 1 | Ґрунт    | Раффаелла Реджі     | 6–0, 7–5                |
| Перемога  | 2–2   | Кві 1989 | Барселона                        | Категорія 2 | Ґрунт    | Гелен Келесі        | 6–2, 5–7, 6–1           |
| Поразка   | 2–3   | Тра 1989 | Рим                              | Категорія 5 | Ґрунт    | Габріела Сабатіні   | 2–6, 7–5, 4–6           |
| Перемога  | 3–3   | Тра 1989 | French Open                      | Grand Slam  | Ґрунт    | Штеффі Граф         | 7–6(8–6), 3–6, 7–5      |
| Поразка   | 3–4   | Сер 1989 | Торонто                          | Категорія 5 | Тверде   | Мартіна Навратілова | 2–6, 2–6                |
| Поразка   | 3–5   | Січ 1990 | Токіо                            | Tier II     | Килим    | Штеффі Граф         | 1–6, 2–6                |
| Поразка   | 3–6   | Бер 1990 | Houston                          | Tier III    | Ґрунт    | Катарина Малеєва    | 1–6, 6–1, 4–6           |
| Поразка   | 3–7   | Кві 1990 | Амелія-Айланд                    | Tier II     | Ґрунт    | Штеффі Граф         | 1–6, 0–6                |
| Перемога  | 4–7   | Кві 1990 | Barcelona                        | Tier IV     | Ґрунт    | Ізабель Куето       | 6–4, 6–2                |
| Поразка   | 4–8   | Кві 1990 | Гамбург                          | Tier II     | Ґрунт    | Штеффі Граф         | 7–5, 0–6, 1–6           |
| Перемога  | 5–8   | Лип 1990 | Newport                          | Tier III    | Трава    | Джо Дьюрі           | 7–6(7–2), 4–6, 7–5      |
| Поразка   | 5–9   | Вер 1990 | Лейпціг                          | Tier III    | Килим    | Штеффі Граф         | 1–6, 1–6                |
| Поразка   | 5–10  | Січ 1991 | Сідней                           | Tier III    | Тверде   | Яна Новотна         | 4–6, 2–6                |
| Поразка   | 5–11  | Тра 1991 | Берлін                           | Tier I      | Тверде   | Штеффі Граф         | 3–6, 6–4, 6–7(6–8)      |
| Поразка   | 5–12  | Тра 1991 | French Open                      | Grand Slam  | Ґрунт    | Моніка Селеш        | 3–6, 4–6                |
| Поразка   | 5–13  | Чер 1991 | Істборн                          | Tier II     | Трава    | Мартіна Навратілова | 4–6, 4–6                |
| Перемога  | 6–13  | Сер 1991 | Washington                       | Tier II     | Тверде   | Катарина Малеєва    | 6–2, 7–5                |
| Поразка   | 6–14  | Січ 1992 | Sydney                           | Tier III    | Тверде   | Габріела Сабатіні   | 1–6, 1–6                |
| Перемога  | 7–14  | Бер 1992 | Кі-Біскейн                       | Tier I      | Тверде   | Габріела Сабатіні   | 6–1, 6–4                |
| Поразка   | 7–15  | Кві 1992 | Barcelona                        | Tier III    | Ґрунт    | Моніка Селеш        | 6–3, 2–6, 3–6           |
| Поразка   | 7–16  | Кві 1992 | Hamburg                          | Tier II     | Ґрунт    | Штеффі Граф         | 6–7(5–7), 2–6           |
| Поразка   | 7–17  | Тра 1992 | Berlin                           | Tier I      | Ґрунт    | Штеффі Граф         | 6–4, 5–7, 2–6           |
| Перемога  | 8–17  | Сер 1992 | Montreal                         | Tier I      | Тверде   | Моніка Селеш        | 6–3, 4–6, 6–4           |
| Поразка   | 8–18  | Сер 1992 | Відкритий чемпіонат США з тенісу | Grand Slam  | Тверде   | Моніка Селеш        | 3–6, 3–6                |
| Поразка   | 8–19  | Лис 1992 | Philadelphia                     | Tier II     | Килим    | Штеффі Граф         | 3–6, 6–3, 1–6           |
| Поразка   | 8–20  | Бер 1993 | Delray Beach                     | Tier II     | Тверде   | Штеффі Граф         | 4–6, 3–6                |
| Перемога  | 9–20  | Бер 1993 | Key Biscayne                     | Tier I      | Тверде   | Штеффі Граф         | 6–4, 3–6, 6–3           |
| Поразка   | 9–21  | Бер 1993 | Гілтон-Гед-Айленд                | Tier I      | Ґрунт    | Штеффі Граф         | 6–7(8–10), 1–6          |
| Перемога  | 10–21 | Кві 1993 | Amelia Island                    | Tier II     | Ґрунт    | Габріела Сабатіні   | 6–2, 5–7, 6–2           |
| Перемога  | 11–21 | Кві 1993 | Barcelona                        | Tier II     | Ґрунт    | Кончита Мартінес    | 6–1, 6–4                |
| Перемога  | 12–21 | Кві 1993 | Hamburg                          | Tier II     | Ґрунт    | Штеффі Граф         | 6–3, 6–3                |
| Поразка   | 12–22 | Сер 1993 | Сан-Дієго                        | Tier II     | Тверде   | Штеффі Граф         | 4–6, 6–4, 1–6           |
| Поразка   | 12–23 | Сер 1993 | Лос-Анджелес                     | Tier II     | Тверде   | Мартіна Навратілова | 5–7, 6–7(4–7)           |
| Поразка   | 12–24 | Лис 1993 | Фінал WTA                        | Фінали      | Тверде   | Штеффі Граф         | 1–6, 4–6, 6–3, 1–6      |
| Поразка   | 12–25 | Січ 1994 | Australian Open                  | Grand Slam  | Тверде   | Штеффі Граф         | 0–6, 2–6                |
| Поразка   | 12–26 | Лют 1994 | Delray Beach                     | Tier II     | Тверде   | Штеффі Граф         | 3–6, 5–7                |
| Перемога  | 13–26 | Кві 1994 | Amelia Island                    | Tier II     | Ґрунт    | Габріела Сабатіні   | 6–1, 6–4                |
| Перемога  | 14–26 | Кві 1994 | Barcelona                        | Tier II     | Ґрунт    | Іва Майолі          | 6–0, 6–2                |
| Перемога  | 15–26 | Кві 1994 | Гамбург                          | Tier II     | Ґрунт    | Штеффі Граф         | 4–6, 7–6(7–3), 7–6(8–6) |
| Перемога  | 16–26 | Тра 1994 | French Open                      | Grand Slam  | Ґрунт    | Марі П'єрс          | 6–4, 6–4                |
| Поразка   | 16–27 | Лип 1994 | Страттон-Маунтін                 | Tier II     | Тверде   | Кончіта Мартінес    | 6–4, 3–6, 4–6           |
| Поразка   | 16–28 | Сер 1994 | San Diego                        | Tier II     | Тверде   | Штеффі Граф         | 2–6, 1–6                |
| Перемога  | 17–28 | Сер 1994 | Montreal                         | Tier I      | Тверде   | Штеффі Граф         | 7–5, 1–6, 7–6(7–4)      |
| Перемога  | 18–28 | Сер 1994 | US Open                          | Grand Slam  | Тверде   | Штеффі Граф         | 1–6, 7–6(7–3), 6–4      |
| Перемога  | 19–28 | Вер 1994 | Tokyo                            | Tier II     | Тверде   | Емі Фрейзер         | 6–1, 6–2                |
| Перемога  | 20–28 | Жов 1994 | Окленд                           | Tier II     | Килим    | Мартіна Навратілова | 1–6, 7–6(7–5), 7–6(7–3) |
| Поразка   | 20–29 | Січ 1995 | Australian Open                  | Grand Slam  | Тверде   | Марі П'єрс          | 3–6, 2–6                |
| Перемога  | 21–29 | Кві 1995 | Barcelona                        | Tier II     | Ґрунт    | Іва Майолі          | 5–7, 6–0, 6–2           |
| Поразка   | 21–30 | Тра 1995 | Rome                             | Tier I      | Ґрунт    | Кончіта Мартінес    | 3–6, 1–6                |
| Перемога  | 22–30 | Тра 1995 | Berlin                           | Tier I      | Ґрунт    | Магдалена Малеєва   | 6–4, 6–1                |
| Поразка   | 22–31 | Тра 1995 | French Open                      | Grand Slam  | Ґрунт    | Штеффі Граф         | 5–7, 6–4, 0–6           |
| Поразка   | 22–32 | Jue 1995 | Вімблдонський турнір             | Grand Slam  | Трава    | Штеффі Граф         | 6–4, 1–6, 5–7           |
| Поразка   | 22–33 | Вер 1995 | Tokyo                            | Tier II     | Тверде   | Марі П'єрс          | 3–6, 3–6                |
| Поразка   | 22–34 | Січ 1996 | Tokyo                            | Tier I      | Килим    | Іва Майолі          | 4–6, 1–6                |
| Перемога  | 23–34 | Кві 1996 | Hilton Head Island               | Tier I      | Ґрунт    | Барбара Паулюс      | 6–2, 2–6, 6–2           |
| Перемога  | 24–34 | Кві 1996 | Hamburg                          | Tier II     | Ґрунт    | Кончіта Мартінес    | 4–6, 7–6(7–4), 6–0      |
| Поразка   | 24–35 | Тра 1996 | French Open                      | Grand Slam  | Ґрунт    | Штеффі Граф         | 3–6, 7–6(7–4), 8–10     |
| Поразка   | 24–36 | Чер 1996 | Wimbledon                        | Grand Slam  | Трава    | Штеффі Граф         | 3–6, 5–7                |
| Поразка   | 24–37 | Лип 1996 | Атланта                          | Olympics    | Тверде   | Ліндсі Девенпорт    | 6–7(6–8), 2–6           |
| Поразка   | 24–38 | Сер 1996 | Montreal                         | Tier I      | Тверде   | Моніка Селеш        | 1–6, 6–7(2–7)           |
| Поразка   | 24–39 | Сер 1996 | San Diego                        | Tier II     | Тверде   | Дате Кіміко         | 6–3, 3–6, 0–6           |
| Поразка   | 24–40 | Вер 1996 | Tokyo                            | Tier II     | Тверде   | Моніка Селеш        | 1–6, 4–6                |
| Поразка   | 24–41 | Вер 1997 | Tokyo                            | Tier II     | Тверде   | Моніка Селеш        | 1–6, 6–3, 6–7(5–7)      |
| Перемога  | 25–41 | Січ 1998 | Sydney                           | Tier II     | Тверде   | Вінус Вільямс       | 6–1, 6–3                |
| Перемога  | 26–41 | Тра 1998 | French Open                      | Grand Slam  | Ґрунт    | Моніка Селеш        | 7–6(7–5), 0–6, 6–2      |
| Поразка   | 26–42 | Чер 1998 | Eastbourne                       | Tier II     | Трава    | Яна Новотна         | 1–6, 5–7                |
| Поразка   | 26–43 | Сер 1998 | Montreal                         | Tier I      | Тверде   | Моніка Селеш        | 3–6, 2–6                |
| Поразка   | 26–44 | Вер 1998 | Tokyo                            | Tier II     | Тверде   | Моніка Селеш        | 6–4, 3–6, 4–6           |
| Перемога  | 27–44 | Кві 1999 | Cairo                            | Tier III    | Ґрунт    | Іріна Спирля        | 6–1, 6–0                |
| Поразка   | 27–45 | Кві 2000 | Hilton Head Island               | Tier I      | Ґрунт    | Марі П'єрс          | 1–6, 0–6                |
| Поразка   | 27–46 | Тра 2000 | Hamburg                          | Tier II     | Ґрунт    | Мартіна Хінгіс      | 3–6, 3–6                |
| Перемога  | 28–46 | Кві 2001 | Porto Open                       | Tier IV     | Ґрунт    | Магі Серна          | 6–3, 6–1                |
| Перемога  | 29–46 | Тра 2001 | Madrid                           | Tier III    | Ґрунт    | Анхелес Монтоліо    | 7–5, 6–0                |
| Поразка   | 29–47 | Вер 2001 | Tokyo                            | Tier II     | Ґрунт    | Єлена Докич         | 4–6, 2–6                |
| Поразка   | 29–48 | Лип 2002 | Brussels                         | Tier IV     | Ґрунт    | Міріам Казанова     | 6–4, 2–6, 1–6           |

### Парний розряд: 111 (69 титулів, 42 поразки)
| Легенда                                                    |
| ---------------------------------------------------------- |
| Турніри Великого шолома (6–5)                              |
| Фінали (2–4)                                               |
| Олімпійські Ігри (0–1)                                     |
| WTA 1000 (Tier I) (16–8)                                   |
| WTA 500 (Tier II) (31–14)                                  |
| WTA 250 (Категорія 2 / Tier III / Tier IV / Tier V) (12–8) |
| Virginia Slims (2–2)                                       |

| Фінали за покриттям |
| ------------------- |
| Тверде (24–14)      |
| Трава (3–2)         |
| Ґрунт (32–17)       |
| Килим (10–9)        |

| Результат | В-П   | Дата     | Турнір                           | Категорія      | Покриття | Партнер                 | Опоненти                                   | Рахунок                 |
| --------- | ----- | -------- | -------------------------------- | -------------- | -------- | ----------------------- | ------------------------------------------ | ----------------------- |
| Перемога  | 1–0   | Вер 1986 | Athens                           | Virginia Slims | Ґрунт    | Ізабель Куето           | Зілке Маєр Вілтруд Пробст                  | 4–6, 6–2, 6–4           |
| Поразка   | 1–1   | Лип 1988 | Aix-en-Provence                  | Категорія 2    | Ґрунт    | Сандра Чеккіні          | Наталі Ерреман Катрін Танв'є               | 4–6, 5–7                |
| Поразка   | 1–2   | Кві 1989 | Barcelona                        | Категорія 2    | Ґрунт    | Юдіт Візнер             | Яна Новотна Тіна Шоєр-Ларсен               | 2–6, 6–2, 6–7(3–7)      |
| Поразка   | 1–3   | Сер 1989 | Albuquerque                      | Категорія 2    | Тверде   | Раффаелла Реджі         | Ніколь Брадтке Елна Рейнах                 | 6–4, 4–6, 2–6           |
| Поразка   | 1–4   | Лют 1990 | Чикаго                           | Tier I         | Килим    | Наталі Тозья            | Мартіна Навратілова Енн Сміт               | 7–6(11–9), 4–6, 3–6     |
| Перемога  | 2–4   | Кві 1990 | Гілтон-Гед-Айленд                | Tier I         | Ґрунт    | Мартіна Навратілова     | Мерседес Пас Наташа Звєрєва                | 6–2, 6–1                |
| Перемога  | 3–4   | Кві 1990 | Амелія-Айланд                    | Tier II        | Ґрунт    | Мерседес Пас            | Регіна Райхртова Андреа Темешварі          | 7–6(7–5), 6–4           |
| Перемога  | 4–4   | Кві 1990 | Тампа                            | Tier III       | Ґрунт    | Мерседес Пас            | Сандра Чеккіні Лаура Аррая                 | 6–2, 6–0                |
| Перемога  | 5–4   | Кві 1990 | Barcelona                        | Tier IV        | Ґрунт    | Мерседес Пас            | Сабрина Голеш Патрісія Тарабіні            | 6–7(7–9), 6–2, 6–1      |
| Поразка   | 5–5   | Жов 1990 | Фільдерштадт                     | Tier II        | Килим    | Мерседес Пас            | Мері Джо Фернандес Зіна Гаррісон           | 5–7, 3–6                |
| Поразка   | 5–6   | Лис 1990 | Фінал WTA                        | Фінали         | Килим    | Мерседес Пас            | Кеті Джордан Елізабет Смайлі               | 6–7(4–7), 4–6           |
| Перемога  | 6–6   | Січ 1991 | Сідней                           | Tier III       | Тверде   | Гелена Сукова           | Джиджі Фернандес Яна Новотна               | 6–1, 6–4                |
| Перемога  | 7–6   | Кві 1991 | Amelia Island                    | Tier II        | Ґрунт    | Гелена Сукова           | Мерседес Пас Наташа Звєрєва                | 4–6, 6–2, 6–2           |
| Перемога  | 8–6   | Кві 1991 | Barcelona                        | Tier III       | Ґрунт    | Мартіна Навратілова     | Наталі Тозья Юдіт Візнер                   | 6–1, 6–3                |
| Поразка   | 8–7   | Кві 1991 | Гамбург                          | Tier II        | Ґрунт    | Гелена Сукова           | Яна Новотна Лариса Савченко-Нейланд        | 5–7, 1–6                |
| Перемога  | 9–7   | Січ 1992 | Sydney                           | Tier III       | Тверде   | Гелена Сукова           | Мері Джо Фернандес Зіна Гаррісон           | 7–6(7–4), 6–7(4–7), 6–2 |
| Перемога  | 10–7  | Січ 1992 | Australian Open                  | Grand Slam     | Тверде   | Гелена Сукова           | Мері Джо Фернандес Зіна Гаррісон           | 6–4, 7–6(7–3)           |
| Перемога  | 11–7  | Січ 1992 | Токіо                            | Tier II        | Килим    | Гелена Сукова           | Мартіна Навратілова Пем Шрайвер            | 7–5, 6–1                |
| Перемога  | 12–7  | Бер 1992 | Кі-Біскейн                       | Tier I         | Тверде   | Лариса Савченко-Нейланд | Джилл Гетерінгтон Кеті Ріналді             | 7–5, 5–7, 6–3           |
| Поразка   | 12–8  | Бер 1992 | Wesley Chapel                    | Virginia Slims | Ґрунт    | Наташа Звєрєва          | Лариса Савченко-Нейланд Яна Новотна        | 4–6, 2–6                |
| Перемога  | 13–8  | Бер 1992 | Hilton Head Island               | Tier I         | Ґрунт    | Наташа Звєрєва          | Лариса Савченко-Нейланд Яна Новотна        | 6–4, 6–2                |
| Перемога  | 14–8  | Кві 1992 | Amelia Island                    | Tier II        | Ґрунт    | Наташа Звєрєва          | Зіна Гаррісон Яна Новотна                  | 6–1, 6–0                |
| Перемога  | 15–8  | Кві 1992 | Barcelona                        | Tier III       | Ґрунт    | Кончіта Мартінес        | Наталі Тозья Юдіт Візнер                   | 6–4, 6–1                |
| Поразка   | 15–9  | Кві 1992 | Hamburg                          | Tier II        | Ґрунт    | Манон Боллеграф         | Штеффі Граф Ренне Стаббс                   | 6–4, 3–6, 4–6           |
| Поразка   | 15–10 | Тра 1992 | French Open                      | Grand Slam     | Ґрунт    | Кончіта Мартінес        | Джиджі Фернандес Наташа Звєрєва            | 3–6, 2–6                |
| Поразка   | 15–11 | Лип 1992 | Барселона                        | Olympics       | Ґрунт    | Кончіта Мартінес        | Джиджі Фернандес Мері Джо Фернандес        | 5–7, 6–2, 2–6           |
| Перемога  | 16–11 | Сер 1992 | Лос-Анджелес                     | Tier II        | Тверде   | Гелена Сукова           | Зіна Гаррісон Пем Шрайвер                  | 6–4, 6–2                |
| Перемога  | 17–11 | Жов 1992 | Filderstadt                      | Tier II        | Килим    | Гелена Сукова           | Пем Шрайвер Наташа Звєрєва                 | 6–4, 7–5                |
| Перемога  | 18–11 | Лис 1992 | Virginia Slims Championships     | Фінали         | Килим    | Гелена Сукова           | Лариса Савченко-Нейланд Яна Новотна        | 7–6(7–4), 6–1           |
| Поразка   | 18–12 | Бер 1993 | Wesley Chapel                    | Virginia Slims | Ґрунт    | Лариса Савченко-Нейланд | Джиджі Фернандес Наташа Звєрєва            | 5–7, 3–6                |
| Перемога  | 19–12 | Кві 1993 | Barcelona                        | Tier II        | Ґрунт    | Кончіта Мартінес        | Магдалена Малеєва Мануела Малеєва          | 4–6, 6–1, 6–0           |
| Перемога  | 20–12 | Тра 1993 | Рим                              | Tier I         | Ґрунт    | Яна Новотна             | Мері Джо Фернандес Зіна Гаррісон           | 6–4, 6–2                |
| Перемога  | 21–12 | Сер 1993 | Los Angeles                      | Tier II        | Тверде   | Гелена Сукова           | Джиджі Фернандес Наташа Звєрєва            | 7–6(7–3), 6–3           |
| Поразка   | 21–13 | Сер 1993 | Торонто                          | Tier I         | Тверде   | Гелена Сукова           | Лариса Савченко-Нейланд Яна Новотна        | 1–6, 2–6                |
| Перемога  | 22–13 | Сер 1993 | Відкритий чемпіонат США з тенісу | Grand Slam     | Тверде   | Гелена Сукова           | Аманда Кетцер Інес Горрочатегі             | 6–4, 6–2                |
| Перемога  | 23–13 | Жов 1993 | Essen                            | Tier II        | Килим    | Гелена Сукова           | Вілтруд Пробст Крістіна Зінгер             | 6–2, 6–2                |
| Поразка   | 23–14 | Січ 1994 | Sydney                           | Tier II        | Тверде   | Яна Новотна             | Патті Фендік Мередіт Макґрат               | 2–6, 3–6                |
| Перемога  | 24–14 | Лют 1994 | Delray Beach                     | Tier II        | Тверде   | Яна Новотна             | Манон Боллеграф Гелена Сукова              | 6–2, 6–0                |
| Перемога  | 25–14 | Бер 1994 | Wesley Chapel                    | Virginia Slims | Ґрунт    | Яна Новотна             | Джиджі Фернандес Наташа Звєрєва            | 6–2, 7–5                |
| Перемога  | 26–14 | Бер 1994 | Hilton Head Island               | Tier I         | Ґрунт    | Лорі Макніл             | Джиджі Фернандес Наташа Звєрєва            | 6–4, 4–1 ret.           |
| Перемога  | 27–14 | Кві 1994 | Amelia Island                    | Tier II        | Ґрунт    | Лариса Савченко-Нейланд | Аманда Кетцер Інес Горрочатегі             | 6–2, 6–7(6–8), 6–4      |
| Перемога  | 28–14 | Кві 1994 | Barcelona                        | Tier II        | Ґрунт    | Лариса Савченко-Нейланд | Жулі Алар-Декюжі Наталі Тозья              | 6–2, 6–4                |
| Перемога  | 29–14 | Кві 1994 | Hamburg                          | Tier II        | Ґрунт    | Яна Новотна             | Євгенія Манюкова Лейла Месхі               | 6–3, 6–2                |
| Поразка   | 29–15 | Тра 1994 | Берлін                           | Tier I         | Ґрунт    | Яна Новотна             | Джиджі Фернандес Наташа Звєрєва            | 3–6, 6–7(2–7)           |
| Поразка   | 29–16 | Чер 1994 | Вімблдонський турнір             | Grand Slam     | Трава    | Яна Новотна             | Джиджі Фернандес Наташа Звєрєва            | 4–6, 1–6                |
| Поразка   | 29–17 | Лип 1994 | Страттон-Маунтін                 | Tier II        | Тверде   | Кончіта Мартінес        | Пем Шрайвер Елізабет Смайлі                | 6–7(4–7), 6–2, 5–7      |
| Перемога  | 30–17 | Сер 1994 | Сан-Дієго                        | Tier II        | Тверде   | Яна Новотна             | Джинджер Гелгесон-Нілсен Рейчел Макквіллан | 6–3, 6–3                |
| Перемога  | 31–17 | Сер 1994 | Montreal                         | Tier I         | Тверде   | Мередіт Макґрат         | Пем Шрайвер Елізабет Смайлі                | 2–6, 6–2, 6–4           |
| Перемога  | 32–17 | Сер 1994 | US Open                          | Grand Slam     | Тверде   | Яна Новотна             | Катарина Малеєва Робін Вайт                | 6–3, 6–3                |
| Перемога  | 33–17 | Вер 1994 | Tokyo                            | Tier II        | Тверде   | Жюлі Алар               | Емі Фрейзер Хіракі Ріка                    | 6–1, 0–6, 6–1           |
| Перемога  | 34–17 | Жов 1994 | Окленд                           | Tier II        | Килим    | Ліндсі Девенпорт        | Джиджі Фернандес Мартіна Навратілова       | 7–5, 6–4                |
| Поразка   | 34–18 | Лис 1994 | Virginia Slims Championships     | Фінали         | Килим    | Яна Новотна             | Джиджі Фернандес Наташа Звєрєва            | 3–6, 7–6(7–4), 3–6      |
| Перемога  | 35–18 | Січ 1995 | Australian Open                  | Grand Slam     | Тверде   | Яна Новотна             | Джиджі Фернандес Наташа Звєрєва            | 6–3, 6–7(3–7), 6–4      |
| Поразка   | 35–19 | Лют 1995 | Індіан-Веллс                     | Tier I         | Тверде   | Лариса Савченко-Нейланд | Ліндсі Девенпорт Ліза Реймонд              | 6–2, 4–6, 3–6           |
| Перемога  | 36–19 | Бер 1995 | Key Biscayne                     | Tier I         | Тверде   | Яна Новотна             | Джиджі Фернандес Наташа Звєрєва            | 7–5, 2–6, 6–3           |
| Перемога  | 37–19 | Кві 1995 | Barcelona                        | Tier II        | Ґрунт    | Лариса Савченко-Нейланд | Маріан де Свардт Іва Майолі                | 7–5, 4–6, 7–5           |
| Поразка   | 37–20 | Тра 1995 | French Open                      | Grand Slam     | Ґрунт    | Яна Новотна             | Джиджі Фернандес Наташа Звєрєва            | 7–6(8–6), 4–6, 5–7      |
| Перемога  | 38–20 | Чер 1995 | Істборн                          | Tier II        | Трава    | Яна Новотна             | Джиджі Фернандес Наташа Звєрєва            | 0–6, 6–3, 6–4           |
| Перемога  | 39–20 | Чер 1995 | Wimbledon                        | Grand Slam     | Трава    | Яна Новотна             | Джиджі Фернандес Наташа Звєрєва            | 5–7, 7–5, 6–4           |
| Перемога  | 40–20 | Лис 1995 | Турніри WTA Tour                 | Фінали         | Килим    | Яна Новотна             | Джиджі Фернандес Наташа Звєрєва            | 6–2, 6–1                |
| Перемога  | 41–20 | Січ 1996 | Australian Open                  | Grand Slam     | Тверде   | Чанда Рубін             | Ліндсі Девенпорт Мері Джо Фернандес        | 7–5, 2–6, 6–4           |
| Перемога  | 42–20 | Бер 1996 | Key Biscayne                     | Tier I         | Тверде   | Яна Новотна             | Мередіт Макґрат Лариса Савченко-Нейланд    | 6–4, 6–4                |
| Перемога  | 43–20 | Кві 1996 | Hilton Head Island               | Tier I         | Ґрунт    | Яна Новотна             | Джиджі Фернандес Мері Джо Фернандес        | 6–2, 6–3                |
| Перемога  | 44–20 | Кві 1996 | Amelia Island                    | Tier II        | Ґрунт    | Чанда Рубін             | Мередіт Макґрат Лариса Савченко-Нейланд    | 6–1, 6–1                |
| Перемога  | 45–20 | Кві 1996 | Hamburg                          | Tier II        | Ґрунт    | Бренда Шульц-Маккарті   | Джиджі Фернандес Мартіна Хінгіс            | 4–6, 7–6(12–10), 6–4    |
| Перемога  | 46–20 | Тра 1996 | Rome                             | Tier I         | Ґрунт    | Іріна Спирля            | Джиджі Фернандес Мартіна Хінгіс            | 6–4, 3–6, 6–3           |
| Перемога  | 47–20 | Тра 1996 | Madrid                           | Tier II        | Ґрунт    | Яна Новотна             | Сабін Аппельманс Міріам Ореманс            | 7–6(7–4), 6–2           |
| Перемога  | 48–20 | Чер 1996 | Eastbourne                       | Tier II        | Трава    | Яна Новотна             | Розалін Феербенк Пем Шрайвер               | 4–6, 7–5, 6–3           |
| Перемога  | 49–20 | Сер 1996 | Montreal                         | Tier I         | Тверде   | Лариса Савченко-Нейланд | Мері Джо Фернандес Гелена Сукова           | 7–6(7–1), 6–1           |
| Поразка   | 49–21 | Сер 1996 | San Diego                        | Tier II        | Тверде   | Лариса Савченко-Нейланд | Джиджі Фернандес Кончіта Мартінес          | 6–4, 3–6, 4–6           |
| Поразка   | 49–22 | Сер 1996 | US Open                          | Grand Slam     | Тверде   | Яна Новотна             | Джиджі Фернандес Наташа Звєрєва            | 6–1, 1–6, 4–6           |
| Поразка   | 49–23 | Лис 1996 | Chase Championships              | Фінали         | Килим    | Яна Новотна             | Джиджі Фернандес Наташа Звєрєва            | 3–6, 2–6                |
| Перемога  | 50–23 | Січ 1997 | Sydney                           | Tier II        | Тверде   | Джиджі Фернандес        | Ліндсі Девенпорт Наташа Звєрєва            | 6–3, 6–1                |
| Перемога  | 51–23 | Бер 1997 | Key Biscayne                     | Tier I         | Тверде   | Наташа Звєрєва          | Сабін Аппельманс Міріам Ореманс            | 6–2, 6–3                |
| Перемога  | 52–23 | Тра 1997 | Madrid                           | Tier III       | Ґрунт    | Мері Джо Фернандес      | Інес Горрочатегі Іріна Спирля              | 6–3, 6–2                |
| Перемога  | 53–23 | Лип 1997 | San Diego                        | Tier II        | Ґрунт    | Мартіна Хінгіс          | Емі Фрейзер Кімберлі По                    | 6–3, 7–5                |
| Перемога  | 54–23 | Жов 1997 | Filderstadt                      | Tier II        | Килим    | Мартіна Хінгіс          | Ліндсі Девенпорт Яна Новотна               | 7–6(7–4), 3–6, 7–6(7–3) |
| Перемога  | 55–23 | Жов 1997 | Цюрих                            | Tier I         | Килим    | Мартіна Хінгіс          | Лариса Савченко-Нейланд Гелена Сукова      | 4–6, 6–4, 6–1           |
| Перемога  | 56–23 | Жов 1997 | Москва                           | Tier I         | Килим    | Наташа Звєрєва          | Басукі Яюк Кароліна Віс                    | 5–3 ret.                |
| Поразка   | 56–24 | Бер 1998 | Key Biscayne                     | Tier I         | Тверде   | Наташа Звєрєва          | Мартіна Хінгіс Яна Новотна                 | 2–6, 6–3, 3–6           |
| Поразка   | 56–25 | Тра 1998 | Rome                             | Tier I         | Ґрунт    | Аманда Кетцер           | Вірхінія Руано Паскуаль Паола Суарес       | 6–7(1–7), 4–6           |
| Поразка   | 56–26 | Чер 1998 | Eastbourne                       | Tier II        | Трава    | Наташа Звєрєва          | Маріан де Свардт Яна Новотна               | 1–6, 3–6                |
| Поразка   | 56–27 | Вер 1998 | Tokyo                            | Tier II        | Тверде   | Мері Джо Фернандес      | Анна Курникова Моніка Селеш                | 4–6, 4–6                |
| Поразка   | 56–28 | Жов 1998 | Filderstadt                      | Tier II        | Килим    | Анна Курникова          | Ліндсі Девенпорт Наташа Звєрєва            | 4–6, 2–6                |
| Перемога  | 57–28 | Кві 1999 | Cairo                            | Tier III       | Ґрунт    | Лоранс Куртуа           | Іріна Спирля Кароліна Віс                  | 5–7, 6–1, 7–6(7–3)      |
| Перемога  | 58–28 | Кві 1999 | Hamburg                          | Tier II        | Ґрунт    | Лариса Савченко-Нейланд | Аманда Кетцер Яна Новотна                  | 6–2, 6–1                |
| Перемога  | 59–28 | Сер 1999 | Los Angeles                      | Tier II        | Тверде   | Лариса Савченко-Нейланд | Ліза Реймонд Ренне Стаббс                  | 6–2, 6–7(5–7), 6–0      |
| Поразка   | 59–29 | Сер 1999 | Toronto                          | Tier I         | Тверде   | Лариса Савченко-Нейланд | Яна Новотна Марі П'єрс                     | 3–6, 6–2, 3–6           |
| Поразка   | 59–30 | Жов 1999 | Filderstadt                      | Tier II        | Килим    | Лариса Савченко-Нейланд | Чанда Рубін Сандрін Тестю                  | 3–6, 4–6                |
| Поразка   | 59–31 | Лис 1999 | Chase Championships              | Фінали         | Килим    | Лариса Савченко-Нейланд | Мартіна Хінгіс Анна Курникова              | 4–6, 4–6                |
| Перемога  | 60–31 | Тра 2000 | Berlin                           | Tier I         | Ґрунт    | Кончіта Мартінес        | Аманда Кетцер Коріна Мораріу               | 3–6, 6–2, 7–6(9–7)      |
| Поразка   | 60–32 | Тра 2000 | Rome                             | Tier I         | Ґрунт    | Магі Серна              | Ліза Реймонд Ренне Стаббс                  | 3–6, 6–4, 2–6           |
| Поразка   | 60–33 | Жов 2000 | Filderstadt                      | Tier II        | Килим    | Барбара Шетт            | Мартіна Хінгіс Анна Курникова              | 4–6, 2–6                |
| Перемога  | 61–33 | Жов 2000 | Лейпціг                          | Tier II        | Килим    | Анн-Гель Сідо           | Кім Клейстерс Лоранс Куртуа                | 6–7(6–8), 7–5, 6–3      |
| Перемога  | 62–33 | Бер 2001 | Key Biscayne                     | Tier I         | Тверде   | Наталі Тозья            | Ліза Реймонд Ренне Стаббс                  | 6–0, 6–4                |
| Поразка   | 62–34 | Кві 2001 | Amelia Island                    | Tier II        | Ґрунт    | Мартіна Навратілова     | Кончіта Мартінес Патрісія Тарабіні         | 4–6, 2–6                |
| Поразка   | 62–35 | Січ 2002 | Australian Open                  | Grand Slam     | Тверде   | Даніела Гантухова       | Мартіна Хінгіс Анна Курникова              | 2–6, 7–6(7–4), 1–6      |
| Перемога  | 63–35 | Лют 2002 | Qatar Ladies Open                | Tier III       | Тверде   | Жанетта Гусарова        | Александра Фусаї Кароліна Віс              | 6–3, 6–3                |
| Перемога  | 64–35 | Кві 2002 | Amelia Island                    | Tier II        | Ґрунт    | Даніела Гантухова       | Марія Емілія Салерні Оса Свенссон          | 6–4, 6–2                |
| Поразка   | 64–36 | Кві 2002 | Hamburg                          | Tier II        | Ґрунт    | Даніела Гантухова       | Мартіна Хінгіс Барбара Шетт                | 1–6, 1–6                |
| Поразка   | 64–37 | Тра 2002 | Berlin                           | Tier I         | Ґрунт    | Даніела Гантухова       | Олена Дементьєва Жанетта Гусарова          | 6–0, 6–7(3–7), 2–6      |
| Поразка   | 64–38 | Тра 2002 | Madrid                           | Tier III       | Ґрунт    | Россана де лос Ріос     | Мартіна Навратілова Наташа Звєрєва         | 2–6, 3–6                |
| Поразка   | 64–39 | Лип 2002 | Brussels                         | Tier IV        | Ґрунт    | Татьяна Гарбін          | Барбара Шварц Ясмін Вер                    | 2–6, 6–0, 4–6           |
| Перемога  | 65–39 | Лип 2002 | Orange Warsaw Open               | Tier III       | Ґрунт    | Світлана Кузнецова      | Євгенія Куликовська Катерина Сисоєва       | 6–2, 6–2                |
| Перемога  | 66–39 | Сер 2002 | Nordea Nordic Light Open         | Tier IV        | Ґрунт    | Світлана Кузнецова      | Ева Бес Марія Хосе Мартінес Санчес         | 6–3, 6–7(5–7), 6–3      |
| Перемога  | 67–39 | Сер 2002 | Нью-Гейвен                       | Tier II        | Тверде   | Даніела Гантухова       | Татьяна Гарбін Жанетта Гусарова            | 6–3, 1–6, 7–5           |
| Перемога  | 68–39 | Вер 2002 | Tokyo                            | Tier II        | Тверде   | Світлана Кузнецова      | Петра Мандула Патріція Вартуш              | 6–2, 6–4                |
| Поразка   | 68–40 | Вер 2002 | Commonwealth Bank Tennis Classic | Tier III       | Тверде   | Світлана Кузнецова      | Кара Блек Вірхінія Руано Паскуаль          | 2–6, 3–6                |
| Поразка   | 68–41 | Вер 2002 | Токіо                            | Tier III       | Тверде   | Світлана Кузнецова      | Асагое Сінобу Міягі Нана                   | 4–6, 6–4, 4–6           |
| Перемога  | 69–41 | Лип 2004 | Палермо                          | Tier V         | Ґрунт    | Анабель Медіна Гаррігес | Любомира Курхайцова Генрієта Надьова       | 6–3, 7–6(7–4)           |
| Поразка   | 69–42 | Вер 2004 | Bali                             | Tier III       | Тверде   | Світлана Кузнецова      | Анастасія Мискіна Суґіяма Ай               | 3–6, 5–7                |